# Pilares da Criação

Imagem gerada pelo Telescópio Espacial James Webb de 2022.

Pilares da Criação é uma foto dos aglomerados de poeira e gás com tamanho interestelar na nebulosa da Águia, situado a cerca de 6 500-7 000 anos-luz da Terra. No nome, "pilares" é sugestivo ao formato do lugar, e a parte "Criação" originou-se devido ao local ser um enorme berço de estrelas. A imagem, datada em 1 de abril de 1995, foi tirada pelo telescópio espacial Hubble.
A imagem é conhecida por seu impacto na cultura global, sendo considerada a foto mais icônica tirada pelo Telescópio Hubble e a National Geographic observou em seu vigésimo aniversário que a imagem apareceu em tudo, de "camisetas a canecas de café".

## Características

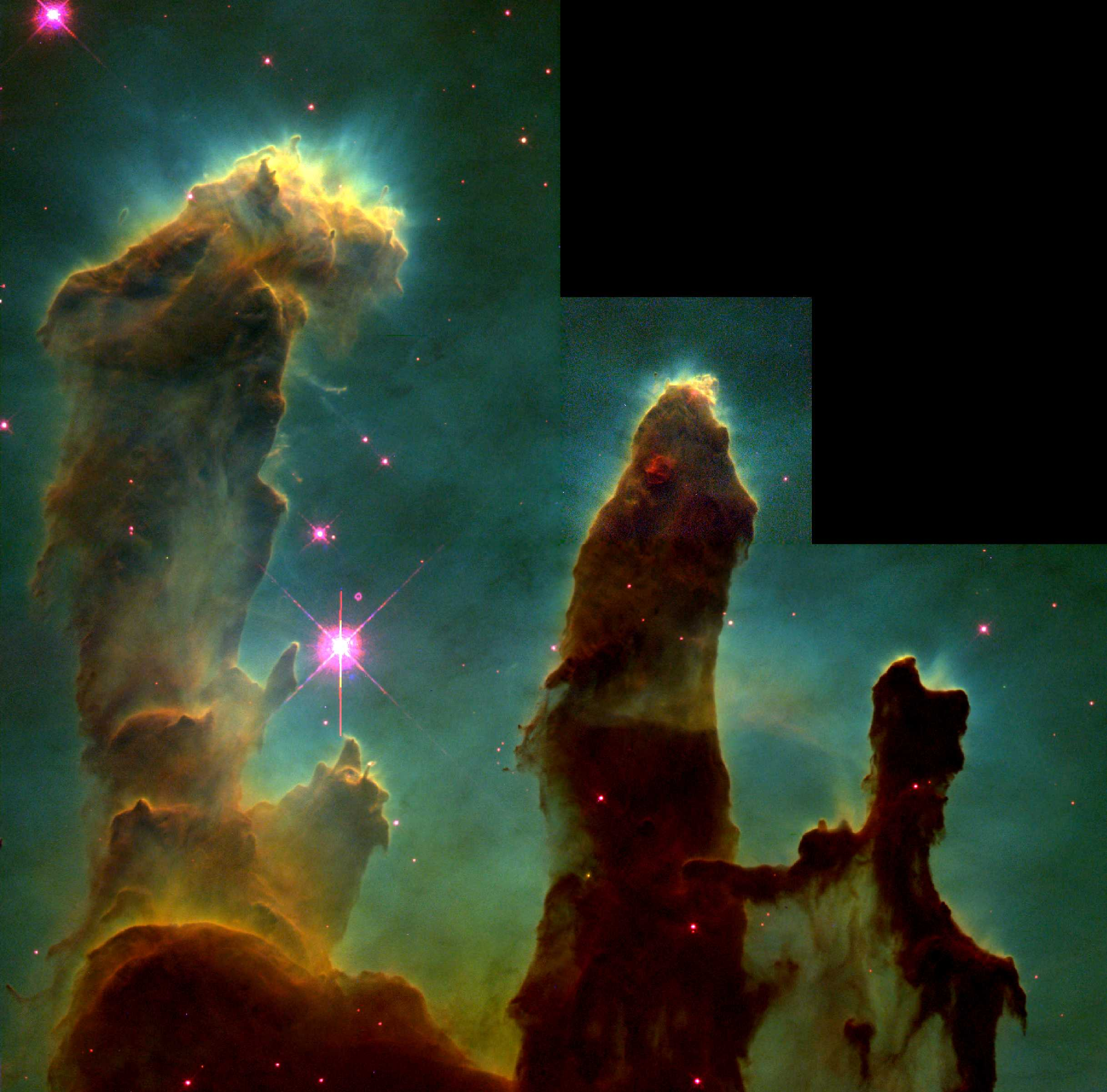
Pilares da Criação na Nebulosa da Águia.

### Composição
Os pilares são, na sua essência, compostos de hidrogênio molecular, vitais para o nascimento de novas estrelas, que têm sido erodidos por foto-evaporação, devido a uma forte exposição à luz violeta gerada pelas estrelas tecnicamente próximas. Com o passar do tempo, pequenas porções de gás, no interior da nuvem, são expostos à radiação ultra-violeta. A estas porções dá-se o nome de "EGGs" — um acrônimo para "Evaporating Gaseous Globules" (Globos de evaporação de gás). As sombras dos EGGs protegem a parte restante do gás, resultando em estruturas com formato semelhante a um dedo, no topo dos pilares. O tamanho do maior pilar tonda os 6 anos-luz de altura. O local abriga ainda um grande aglomerado de estrelas jovens, que ali se formaram.

### Provável destruição
Segundo a NASA (National Aeronautics and Space Administration - Administração Nacional da Aeronáutica e Espaço) os pilares já não existem, e apenas vemos o que ali existia há cerca de 6 500-7 000 anos; embora o desaparecimento dos pilares já tenha acontecido, a luz emitida nesse momento, viajando à velocidade da luz, não teve ainda tempo de chegar à Terra. Imagens mais recentes tiradas com o telescópio espacial Spitzer mostraram uma nuvem quente em torno dos pilares da criação, o que foi o bastante para ser interpretado por muitos como sendo uma onda de choque gerada por uma supernova. O formato da nuvem sugere que a supernova explodiu há cerca de 6 000 anos e devastou as três colunas. Considerando a distância de 7 000 anos luz da terra, dentro de 1 000 anos a explosão será visível no planeta. Há ainda outra teoria defendida por outros astrônomos, que argumentam que esta nuvem quente nada mais é do que uma emissão de radio e raio-x maior do que esperado para a supernova, e que a poeira poderia ter sido aquecida pelo vento estelar. Se este for o caso, os pilares da criação vão sofrer uma erosão mais gradual.

## Fotografias

### Hubble

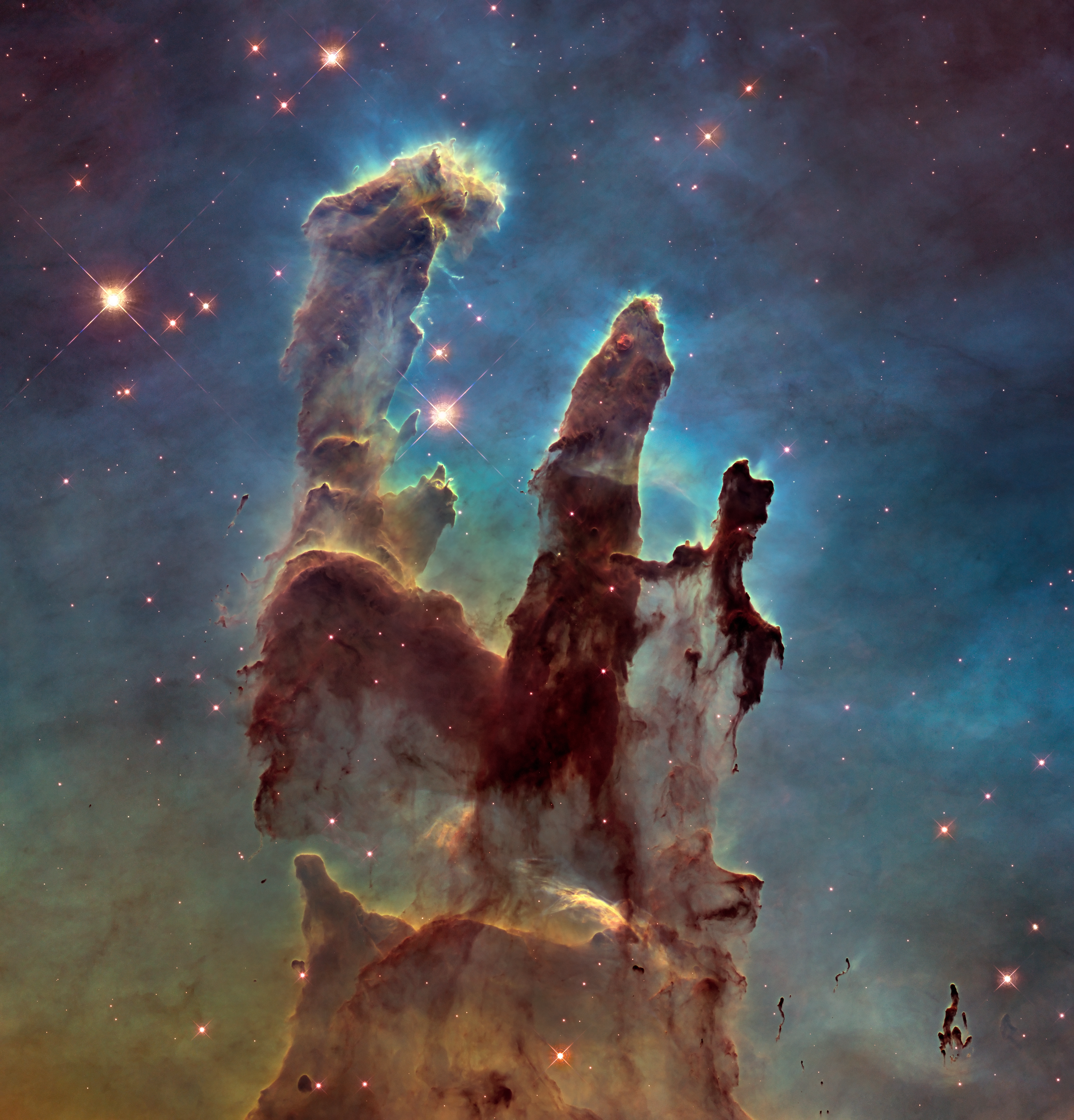
Fotografia de 2014.

A imagem obtida pelo telescópio é uma junção de 32 imagens de quatro câmeras diferentes. As cores foram emitidas pelos elementos da nuvem, em conformidade com o seguinte esquema: verde para hidrogênio, vermelho para enxofre ionizado e azul para átomos de oxigênio duplamente ionizados.
A parte que falta da imagem no canto superior direito decorre do fato de que uma das quatro câmeras tem uma visão ampliada dessa parte, o que permite aos astrônomos ver detalhes mais finos. Assim, as imagens dessa câmera são reduzidas em tamanho proporcional para combinar com as outras três câmeras.

### Herschel
Em 2010, o observatório espacial Herschel, capturou uma nova imagem em ondas longas de infravermelho. Essa nova imagem permitiu que os astrônomos vissem o interior dos pilares e das suas estruturas e, assim, chegassem a uma compreensão muito mais ampla das forças criativas e destrutivas no interior da Nebulosa da Águia.

### Revisita do Hubble

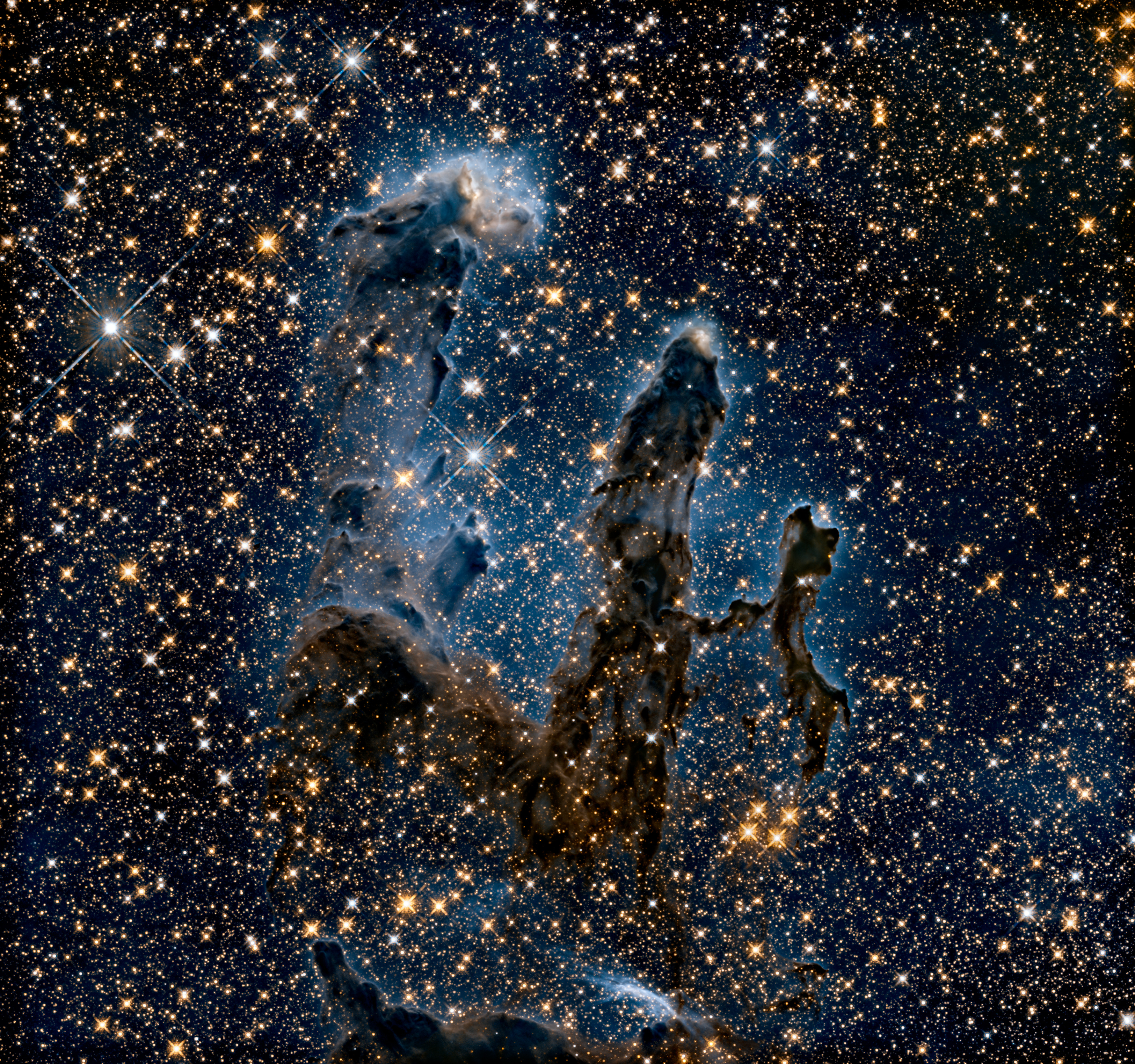
Imagem infravermelha obtida pelo Telescópio Espacial Hubble em 2014.

Em comemoração dos 25 anos desde o lançamento do Telescópio Espacial Hubble, os astrônomos reuniram uma fotografia maior e com maior resolução dos Pilares da Criação, que foi revelada em janeiro de 2015 na reunião da American Astronomical Society, em Seattle.